# Mien Duymaer van Twist
Wilhelmina Harmance Martine (Mien) Duymaer van Twist, née le 26 février 1891 à Gainesville en Floride, et morte le 14 mai 1967 à Amsterdam, est une actrice néerlandaise de théâtre et de cinéma.

## Biographie
Van Twist naît aux États-Unis et s'installe très jeune aux Pays-Bas. À l'âge de 27 ans, elle fait ses débuts au cinéma dans le film muet néerlandais De kroon der schande. En 1920, elle joue dans le film Helleveeg, dans lequel elle interprète le rôle de Jane. Le rôle est écrit pour elle, parce que le personnage principal est également venu des États-Unis aux Pays-Bas, les critiques sont enthousiasmés par sa performance, voir aussi le cinéma néerlandais. Entre 1940 et 1960, Van Twist se concentre surtout sur ses rôles scéniques. En 1961, elle joue dans le téléfilm Rozegeur en maneschijn.
En 1925, elle épouse le célèbre magnat de la presse indienne Dominique Berretty. De cette union naît un fils et une fille. Le fils, Dominique jr. est marié pendant une courte période à l'actrice Yoka Berretty (en). Van Twist meurt en 1967 à l'âge de 76 ans à Amsterdam et est inhumée au cimetière de Zorgvlied.

## Filmographie

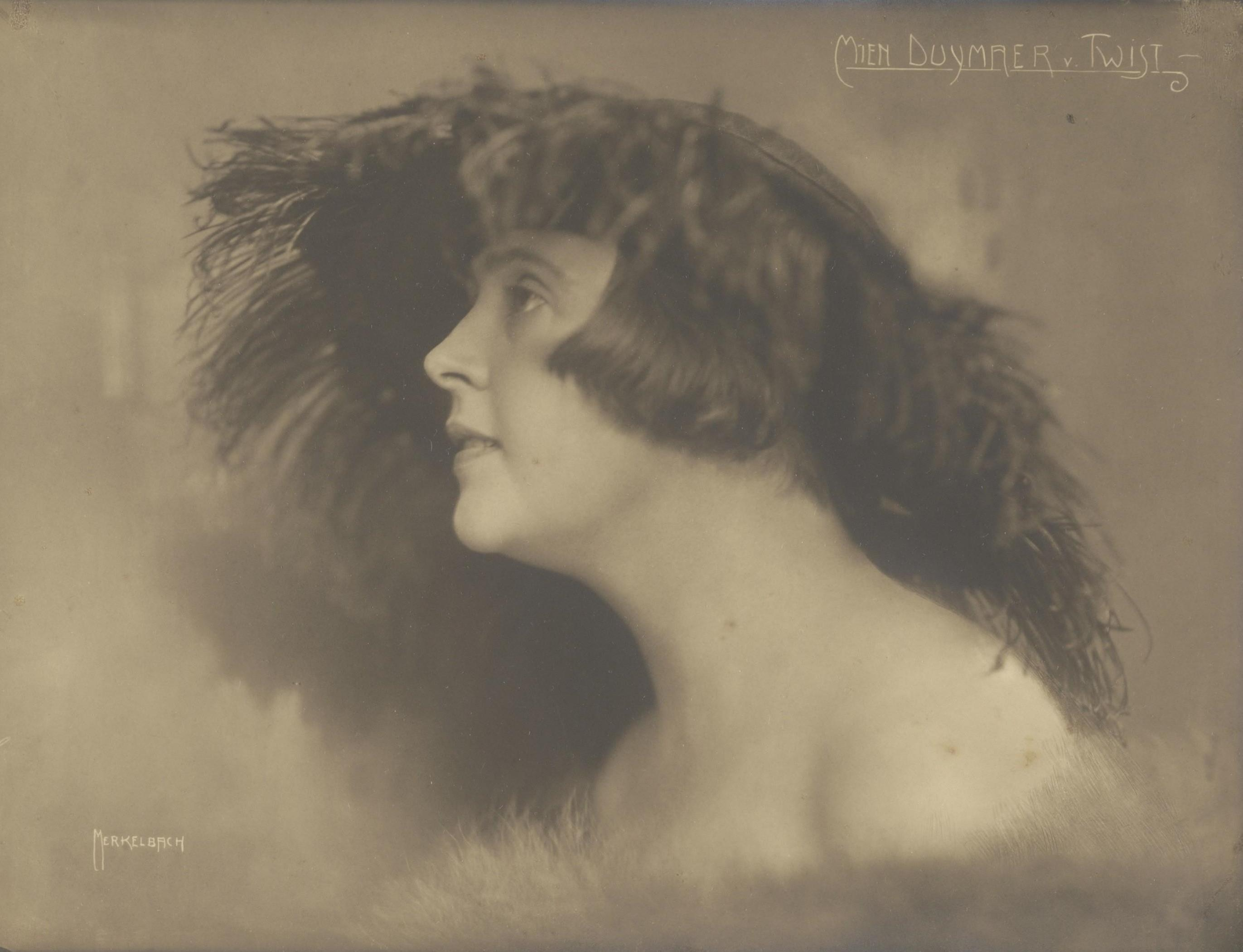
Duymaer van Twist (1918).

- De man, de vrouw en de moord (1966) tv - mevrouw Despieds
- De dans van de reiger (1966) - mère d'Edouard
- Romeo & Julia (1964) (tv) - voedster
- Vadertje langbeen (1964) (tv) - mevrouw. Pendleton
- Rozegeur en maneschijn (1961) (tv) - tante Milicent
- Pension Hommeles (nl) (1957) (tv) - mevrouw Haafkens, pianolerares
- Boefje (1939) als Mien Duymaer van Twist - madam
- Morgen gaat 't beter (nl) (1939) - tante Paula
- De man zonder hart (1937)
- Klokslag twaalf (nl) (1936)
- Rubber (nl) (1936)
- Het leven is niet zo kwaad (nl) (1935)
- Suikerfreule (nl) (1935)
- Die Schuld der Lavinia Morland (1920)
- Helleveeg (nl) (1920) - Jane, de Helleveeg
- De kroon der schande (nl) (1918)